# Athens Lawn Tennis Club
L'Athens Lawn Tennis Club (A.L.T.C.) (Όμιλος Αντισφαίρισης Αθηνών in greco) è un club di tennis con sede ad Atene, in Grecia.
Venne fondato nel 1895, in occasione dei Giochi della I Olimpiade, per i quali ha ospitato i tornei di singolare e di doppio del tennis. Ha ospitato anche le gare tennistiche dei Giochi olimpici intermedi del 1906.
Il club è situato tra il Tempio di Zeus Olimpio e l'Acropoli, nei pressi dello Stadio Panathinaiko, opposto allo Zappeion.